# Кризька волость
Кризька волость — історична адміністративно-територіальна одиниця Старобільського повіту Харківської губернії із центром у слободі Кризька.
Станом на 1885 рік складалася з 4 поселень, 4 сільських громад. Населення — 5048 осіб (2515 чоловічої статі та 2533 — жіночої), 730 дворових господарств.
|                     | Площа, десятин | У тому числі орної, дес. |
| ------------------- | -------------- | ------------------------ |
| Сільських громад    | 15875          | 13294                    |
| Приватної власності | —              | —                        |
| Іншої власності     | 150            | 150                      |
| Загалом             | 16025          | 13444                    |

Поселення волості станом на 1885:
- Кризька — колишня державна слобода за 18 верст від повітового міста, 2082 особи, 294 дворових господарства, православна церква, школа.
- Бондарівка — колишня державна слобода при річці Біла, 1357 осіб, 195 дворових господарств, православна церква.
- Сичівка — колишня державна слобода при річці Деркул, 743 особи, 98 дворових господарств, православна церква.
- Тишківка — колишній державний хутір, 638 осіб, 113 дворових господарств.

Найбільші поселення волості станом на 1914 рік:
- слобода Кризька — 3261 мешканець;
- слобода Бондарівка — 2028 мешканців;
- слобода Сичівка — 1219 мешканців.

Старшиною волості був Іван Михайлович Давидов, волосним писарем — Симон Федорович Білашев, головою волосного суду — Андрій Романович Кризький.